# Gustaaf van de Wall Perné

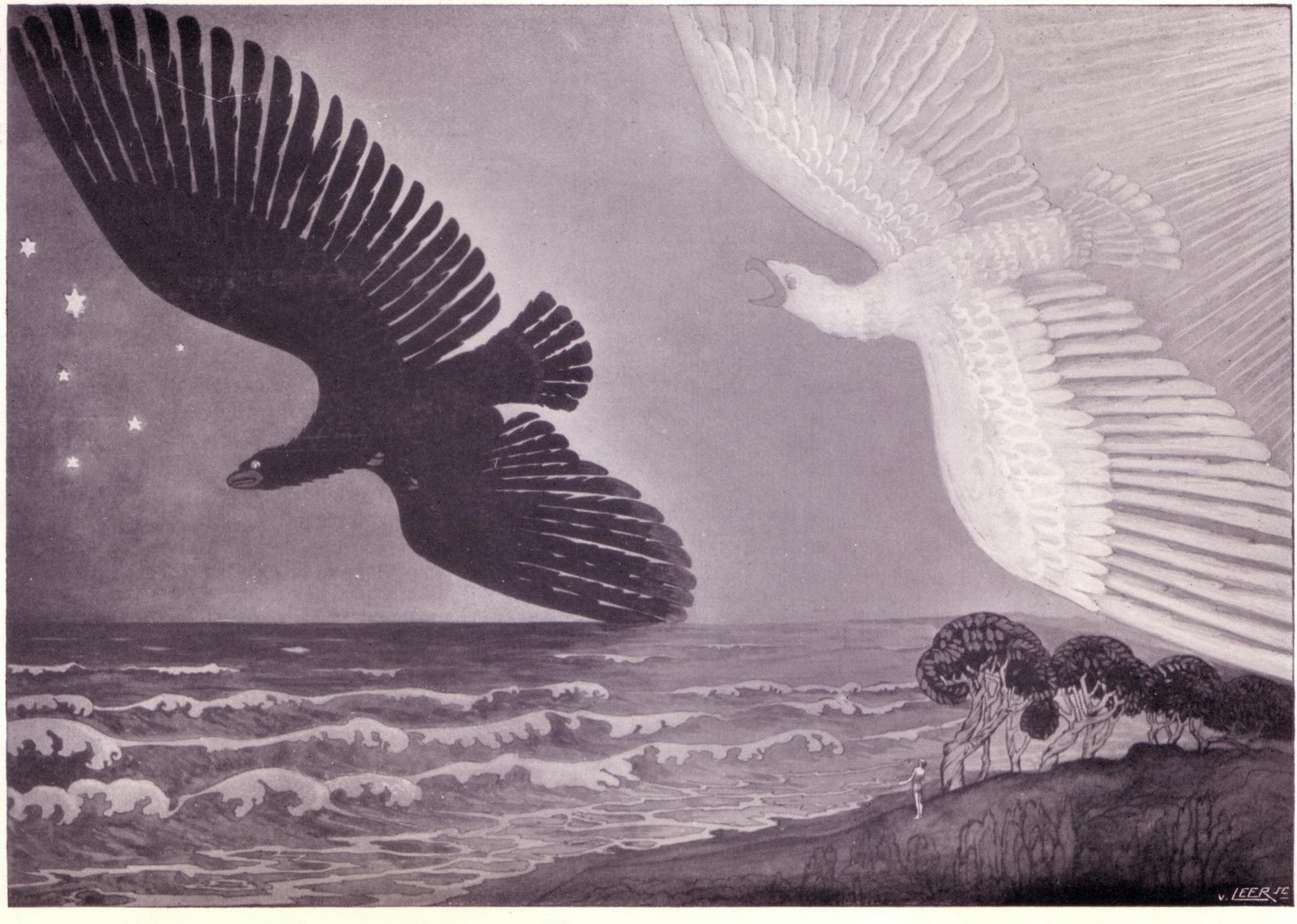
Tag und Nacht

Gustaaf Frederik van de Wall Perné (* 18. Mai 1877 in Apeldoorn; †  27. Dezember 1911 in Amsterdam) war ein niederländischer Maler, Illustrator, Buchgestalter und Schriftsteller.
Er war Schüler von Wilhelmus Johannes Mali (1855–1922) in Apeldoorn, besuchte von 1895 bis 1898 die Rijksnormaalschool voor Teekenonderwijzers (Staatliche Normalschule für Zeichenlehrer) in Amsterdam bei Wilhelmus Bernardus Gerardus Molkenboer (1844–1915). Er heiratete die Künstlerin Eugenie van Vooren (1873–1958).
Seine künstlerische Tätigkeit begann er von 1898 bis 1899 im Atelier von Agathe Wegerif in Apeldoorn, wo er Muster für Batikstoffe entwarf. Im gleichen Atelier arbeiteten auch Chris Lebeau und Johan  Thorn Prikker.
Ab 1899 ließ er sich endgültig in Amsterdam nieder. Im selben Jahr wurde er als Illustrator und Umschlagsgestalter bei der Verlagsanstalt J.H. de Bussy & Co. in Amsterdam tätig, wo er bis 1904 tätig blieb.
1904 verließ Van de Wall Perné den De Bussy-Verlag, um als Kostüm- und Zeichenlehrer an der Toneelschool in Amsterdam zu arbeiten. Sein Interesse an Kleidung wurde von der Vereeniging voor Verbetering van Vrouwenkleeding (Verein zur Verbesserung der Damenbekleidung) bestätigt, einer Reformbewegung, die sich mit Kleidung für Frauen befasste, in der sie sich frei und gesund fühlen konnten.
Er wurde Mitglied der Amsterdamer Gilde „Sint Lucas“, war von 1906 bis 1909 deren Archivar und von 1909 bis 1911 deren Vize-Vorsitzender. Ab 1902 war er auch ein Mitglied von „Arti et Amicitiae“. Im Jahr 1901 nahm Gustaaf van de Wall Perné zum ersten Mal an einer Ausstellung der Künstlervereinigung Sint Lucas teil. Von 1901 bis 1911 waren seine Arbeiten auf jeder jährlichen Sint Lucas-Ausstellung vertreten.
Van de Wall Perné starb im Alter von 34 Jahren infolge einer Bleivergiftung.